# Société catalane de terminologie
 (novembre 2013).
La Société catalane de terminologie (en catalan : Societat Catalana de Terminologia) (SCATERM) est une société filiale de l'Institut d'Estudis Catalans (IEC) rattachée à la Section de philologie ayant la vocation d'assembler les organismes et les professionnels ayant un rapport direct avec la terminologie catalane ainsi que de faire connaître l'activité terminologique menée à bien dans tout le territoire de langue catalane.

## Histoire
Elle est née au départ comme Associació Catalana de Terminologia (ACATERM) à la suite de la proposition soumise lors de la « I Jornada de Terminologia i Serveis Lingüístics » du 18 mai 2001 à l'Université Pompeu Fabra (UPF) de Barcelone. Conformément à cette initiative, une commission gestionnaire formée par des membres de plusieurs institutions de l'aire catalanophone a été mise sur pied et a mené à bien le processus constituant. En ont fait partie des représentants de l'Unió de Federacions Esportives de Catalunya (UFEC), du Termcat, de l'Institut Universitari de Lingüística Aplicada (IULA) de l'UPF et des services linguistiques de l'Université autonome de Barcelone, de l'Université polytechnique de Catalogne et de l'Université Jacques-Ier de Castelló.
En 2008 l’ACATERM a été accueillie au sein de l’IEC sous son nom actuel de Societat Catalana de Terminologia et a été rattachée à la Section de philologie. Depuis lors, la SCATERM œuvre pour atteindre ses objectifs statutaires.

## Objectifs
- Favoriser la diffusion de la terminologie en langue catalane dans les domaines scientifiques et techniques.
- Constituer une plate-forme pour la promotion de la reconnaissance et la professionnalisation du domaine de la terminologie.
- Promouvoir la provision et l'échange d'information sur les activités terminologiques entre les usagers et les professionnels de la terminologie.
- Établir des relations avec d'autres organisations, associations et institutions dont les finalités seraient semblables.
- Collaborer avec la Section de philologie et les autres entités de l'IEC dans les travaux et les débats propres à cette institution en rapport avec la terminologie.

## Activités
La SCATERM organise régulièrement des journées académiques, des séminaires et des cours de formation ; elle diffuse des informations et des connaissances autour de la terminologie au moyen d’un site web et d'un bulletin électronique bimestriel (Butlletí de la Societat Catalana de Terminologia, disponible sur ce site). Elle édite semestriellement une revue de terminologie (Terminàlia, sur papier et en ligne), ayant le double profil de revue scientifique spécialisée (avec l'évaluation d'experts) et de divulgation.
Elle publie aussi des monographies et des recueils dans deux collections créées en 2009 : « Memòries de la Societat Catalana de Terminologia », qui rassemble les comptes-rendus des activités les plus remarquables organisées par la Société, en particulier celles des journées terminologiques annuelles, et « Eines de Terminologia », dont la vocation est d'accueillir des monographies consacrées à l'étude et à la pratique de la terminologie.
Enfin, avec la volonté de promouvoir la recherche en terminologie, la SCATERM convoque un prix biennal pour étudiants dans le cadre du programme de prix et de bourses d'études de l'IEC, sous le nom de « Premi de la Societat Catalana de Terminologia ».